# 龐約翰
龐約翰爵士（英語：Sir John Reginald Hartnell Bond，1941年7月24日—），曾任滙豐控股有限公司及沃達豐集團股份有限公司董事長，現任斯特拉塔股份有限公司董事長。

## 生平
龐約翰在英國接受教育。1959年至1960年，他前往美國深造。1961年，龐約翰加入香港上海滙豐銀行，在亞洲地區工作25年，其後在美國工作4年。1988年，他獲委任為香港上海滙豐銀行執行董事。1990年調往香港，掌管集團的商業銀行業務。1991年重返美國，出任美國滙豐有限公司總裁兼行政總裁。
1993年1月1日，龐約翰調往倫敦，並獲委任為滙控行政總裁；1998年5月29日，他接替退休的浦偉士爵士為滙控主席。龐約翰於滙控主席任期內，滙控不斷向世界各國進行收購。由1998年至2005年滙控動用了$47bn進行收購，包括美國的利寶銀行（HSBC Republic Bank）、法國商業銀行（Grupo Financiero HSBC, SA de CV）、 Bital Bank（HSBC México, S.A）、百慕達銀行及Household International（滙豐融資）。
2005年11月28日，滙豐宣布由2006年5月起行政總裁葛霖接替龐約翰為滙豐控股主席。其後龐被沃達豐董事局邀請接替該公司的麥克羅林男爵（Ian MacLaurin, Baron of Knebworth）成為沃達豐主席。

## 家庭
龐約翰已婚，育有兩女一子，他愛好滑雪、高爾夫球及傳記文學。他因在銀行服務業有卓越貢獻，於1999年的英女皇壽辰日被冊封為爵士。
龐約翰亦擔任過其他職務，1998年至2003年間，他曾擔任美國華盛頓的國際金融協會主席。現時他是福特汽車公司、英倫銀行、嘉能可斯特拉塔股份有限公司（董事長）非執行董事，以及英語聯盟理事。